# جامع الكتبية
جامع الكُتبية هو أكبر مسجد في مراكش، ويوجد في جنوب غرب المدينة بالقرب من ساحة جامع الفنا في المغرب، وتحيط به حدائق كبيرة. ترجع تسمية المسجد إلى «الكتبيين»، وهو اسم سوق لبيع الكتب و المخطوطات كان بمقربة من المسجد، وأُحرق خلال فترة الاستعمار الفرنسية للمغرب. بني المسجد بأمر الحاكم الموحدي عبد المؤمن بن علي الكومي عام 1147م. تضرر الجزء العلوي من الصومعة عام 2023م بسبب زلزال الحوز، ورمم بعد ذلك.

## تاريخ
أمر ببناء جامع الكتبية الأول من طرف عبد المومن بن علي الكومي سنة 1147م (عهد الموحديين) على أنقاض قصر الحجر المرابطي الذي كشفت التنقيبات الأثرية على بناياته ومكوناته المعمارية. أما المسجد الثاني فقد تم بناؤه في سنة 1158م، وهو يشبه من حيث الحجم البناية الأولى، وينتظم في قاعة للصلاة مستطيلة الشكل تضم سبعة عشر رواقا موجهة بشكل عمودي نحو القبلة، تحملها أعمدة وأقواس متناسقة وتيجان فريدة تذكر بتلك التي نجدها بجامع القرويين بفاس. ويشكل التقاء رواق القبلة بقببه الخمسة والرواق المحوري تصميما وفيا لخاصيات العمارة الدينية الموحدية التي كان لها بالغ التأثير في مختلف أرجاء الغرب الإسلامي.
يقول صاحب الحلل الموشية في ذكر الأخبار المراكشية: «فبنى عبد المومن بدار الحجر مسجدا آخر، جمع فيه الجمعة، وشرع في بناء المسجد الجامع، وهدم الجامع الذي كان أسفل المدينة الذي بناه علي بن يوسف».

## التسمية والبناء
سمي المسجد بجامع الكتبية، ويعرف أيضاً باسم مسجد الكتبيين، لأنه كان محاطاً بحوالي 100 محل لبيع وتبادل الكتب والمخطوطات القديمة، التي كشفت الأبحاث الأثرية عن وجودها في الواجهة الشرقية للمسجد.

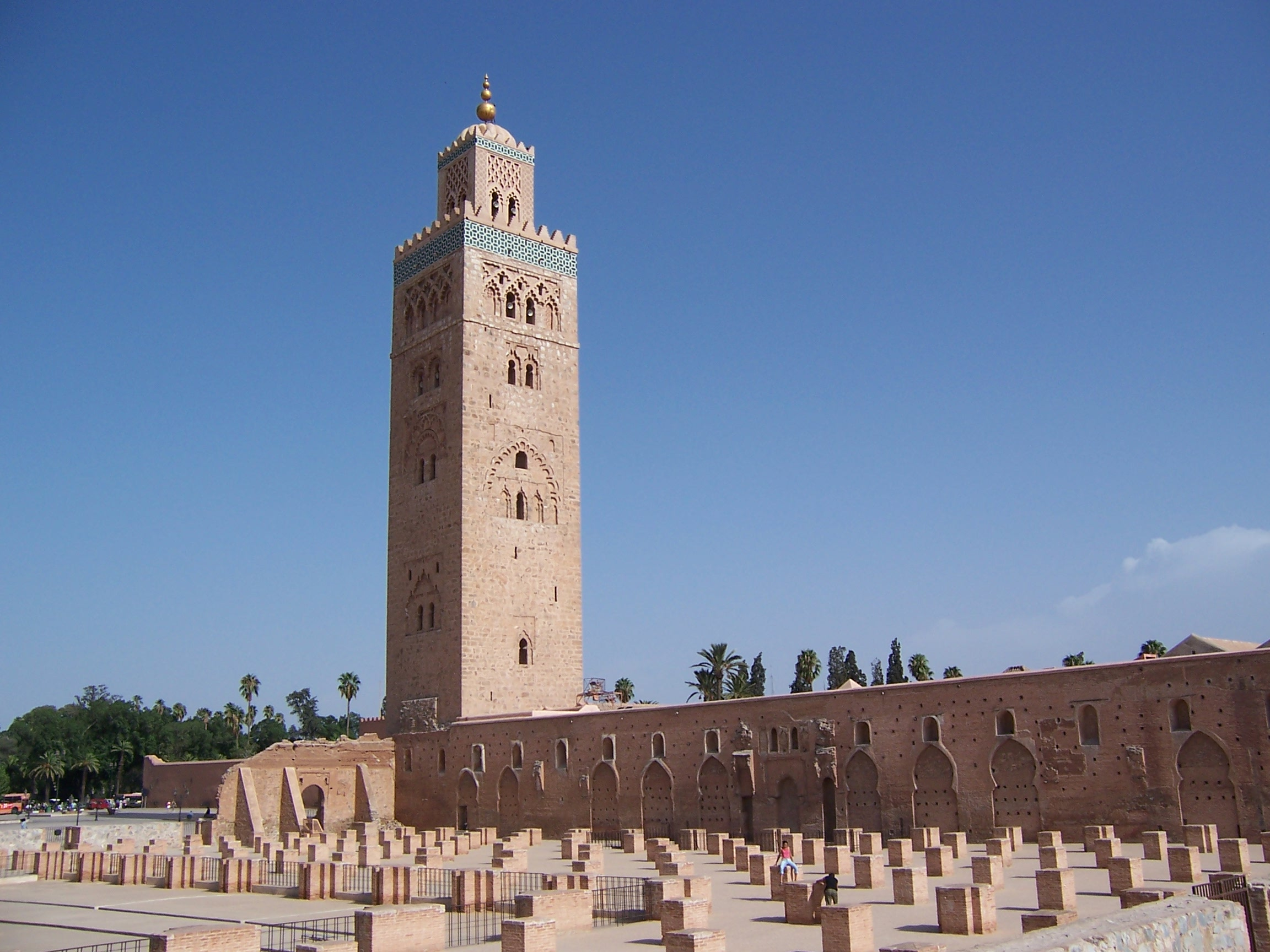
بقايا مسجد الكتبية في النسخة الأولى

التسلسل الزمني الأكثر قبولاً لبناء مسجد الكتبية هو الذي اقترحه في الأصل العالمان الفرنسيان هنري تيراس وهنري باسيه أثناء دراستهما للمعالم الموحدية في النصف الأول من القرن العشرين، مع تحسينات إضافية أجراها غاستون ديفردان في كتابه عن مراكش عام 1959. ووفقًا لهذا الرأي، بدأ عبد المؤمن بناء مسجد الكتبية الأول في عام 1147م، وهو نفس العام الذي فتح فيه المدينة. تاريخ إكمال المسجد الأول غير مؤكد، ولكنه يُقدر بحوالي عام 1157م، في هذا العام أقيمت الصلوات في المسجد. وفي نفس العام، نُقلت إلى هذا المسجد نسخة شهيرة من القرآن الكريم يُنسب كتابتها إلى الخليفة عثمان بن عفان، وكانت محفوظة سابقًا في المسجد الكبير بقرطبة.

## الوصف
يملك الجامع أبعاد كبيرة واستثنائية، حيث تبلغ مساحته 5300 متر مربع ب17 جناحًا و11 قبة مزدانة بالنقوش. شهد المسجد إعلان قرارات السلاطين المهيبة وكبريات الأحداث. الجامع ومئذنته المزخرفة في أجزائها العليا بإفريز خزفي مطلي بلون الفيروز أصبحا رمزًا للمدينة.

## الصومعة السلامي
أنشئت هذه الصومعة بأمر من المؤسس الموحدي عبد المومن بن علي الكومي (1163-1130) وأنهاها بعده ابنه المنصور (1184-1199). تتواجد الصومعة في الجزء الجنوبي-الشرقي للجامع وتتخذ تصميما مربعا يعلوه المنور المتوج بقبة مضلعة. كما تعلو هذين المستويين شرافات. تتكون نواة الصومعة من ستة غرف متطابقة الواحدة فوق الأخرى قفة، محاطة بممر مائل ومستقيم ومغطى بقباب نصف أسطوانية تنطلق منها، على مستوى الزوايا، بعض القباب ذات الحافة الحادة. تتميز واجهاتها بزخرفة هندسية تختلف من واجهة إلى أخرى يبلغ طول ضلع قاعدة الصومعة 12,80 م وعلوها 77 م.
بنيت هذه المعلمة بالحجر الرملي النضيد الذي جلب من جبل كيليز في مراكش. ولتخفيف ثقل الصومعة، تم استعمال الأحجار الصغيرة مع الآجر في أجزائها العلوية. يقدم مجموع هذا البناء واجهة من الحجر والآجر؛ إلا أنه كان في الأصل مغطى بطبقة من طلاء كلسي. وقد تم تزيين الجدار بخطوط التقاء وهمية لتغطية عيوب تقطيع الأحجار (لا زالت آثار ذلك ظاهرة).
تنقسم زخرفة الصومعة إلى خمس مستويات. تنتشر على كل واجهة أشرطة مسطحة تتكون من عقود دائرية متجاوزة متعددة الفصوص. أما الفضاءات الفارغة بين الزخارف المنقوشة فتستقبل رسوما ملونة حمراء على الطلاء تمثل زخارف نباتية، وهندسية وكتابية (سعيفات بسيطة ومزدوجة زهيرات، صنوبريات، وعبارات قصيرة بالخط الكوفي). أما الأشرطة الأخيرة المحيطة بالأجزاء العلوية للصومعة والمنور، فهي تركيبات هندسية مؤلفة من تربيعات خزفية بيضاء وخضراء مائلة للزرقة تجعلها متميزة عن باقي أجزاء المعلمة.
إن مبدأ زخرفة صومعة الكتبية كما هو شأن صومعة الخيرالدا في إشبيلية أو صومعة حسان في الرباط، مستلهم بالتأكيد من صومعة عبد الرحمان الثالث في جامع قرطبة الكبير، الذي تم التعرف على شكله عبر رسمين مؤرخين بسنتي (1562-1571) منحوتين فوق باب القديسة كاتالينا.

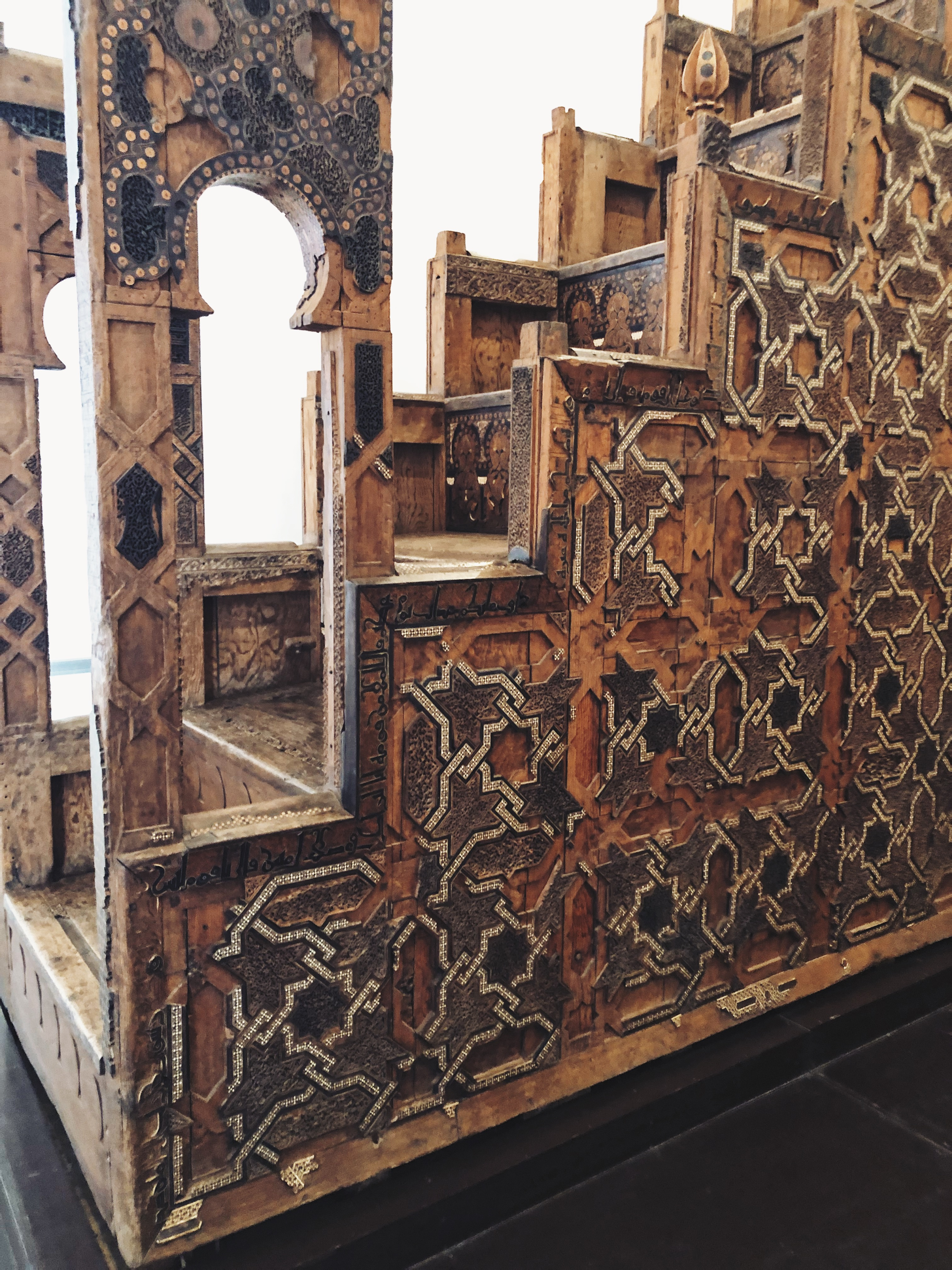
المنبر المرابطي الذي صنع في قرطبة عام 1137 بطلب الأمير علي بن يوسف بن تاشفين لمسجده الجامع في العاصمة المرابطية مراكش

## المنبر المرابطي
منبر الكتبية الجليل فهو مزوّد بنظام آلي للحركة يعتبر من روائع فن النجارة الإسلامية. وقد صنع هذا المنبر في قرطبة في بداية القرن الثاني عشر بطلب من الأمير المرابطي علي بن يوسف بن تاشفين من أجل الجامع الذي انتهى من بنائه في مراكش. نقل المنبر إلى الكتبية نحو سنة 1150م.

## الترميمات
رممته وزارة الثقافة المغربية عام 1990. وجهز المسجد بألواح شمسية وسخانات مياه تعمل بالطاقة الشمسية في عام 2016، وبعد تضرره من زلزال الحوز الذي ضرب المغرب في 2023 رممته وزارة الأوقاف والشؤون الإسلامية. وكشف أحمد التوفيق وزير الأوقاف والشؤون الإسلامية، أن عملية ترميم مسجد الكتبية بمدينة مراكش، باعتباره من أكثر المعالم المتضررة من زلزال الحوز 2023، كلفت 24 مليون درهم.